# Fadenia (eugeneodontídeo)
Fadenia é um gênero, já extinto, de eugeneodontiformes do período Permiano, que foi descoberto na Groenlândia.